# Boulevard Vauban (Lille)
Le boulevard Vauban est un boulevard de Lille, dans le Nord, en France. 

## Situation et accès
D'une longueur de plus d'1 km, le boulevard Vauban, situé dans le quartier de Vauban-Esquermes, relie le boulevard de la Liberté à la place du Maréchal Leclerc (anciennement place de Tourcoing).

## Origine du nom
La voie rend honneur à Sébastien Le Prestre de Vauban (1633-1707), gouverneur de Lille et qui fait construire la citadelle.

## Historique
Le boulevard Vauban est ouvert en 1863, à la suite du septième agrandissement de Lille en 1858. Le boulevard fait partie des artères majeures aménagées à la suite de cet agrandissement. Globalement épargné par les conflits mondiaux et les pioches des démolisseurs, il a conservé bon nombre d'hôtels particuliers et de monuments intéressants (notamment le quartier des facultés catholiques).
Il était desservi par plusieurs lignes de tramways.